# 학산항
학산항은 경상남도 거제시 둔덕면 학산리에 있는 어항이다. 2003년 2월 3일 어촌정주어항으로 지정하여 관리하고 있다. 시설관리자는 거제시장이다.

## 어항 연혁
- 폐왕성(廢王城) 아래 비학산(飛鶴山) 밑이라하여 영등(永登)을 학산(鶴山)이라 하였으나 영등진(永登鎭)터 이므로 본래의 영등(永登)으로 환원되기를 원하고 있다.

## 어항 구역
- 수역: 미지정(거제시 둔덕면 학산리 107-9번지 수역)
- 육역: 미지정

## 어항 시설
- 물양장, 선착장

## 주요 어종
- 굴, 멸치, 감성돔, 장어